# Callo

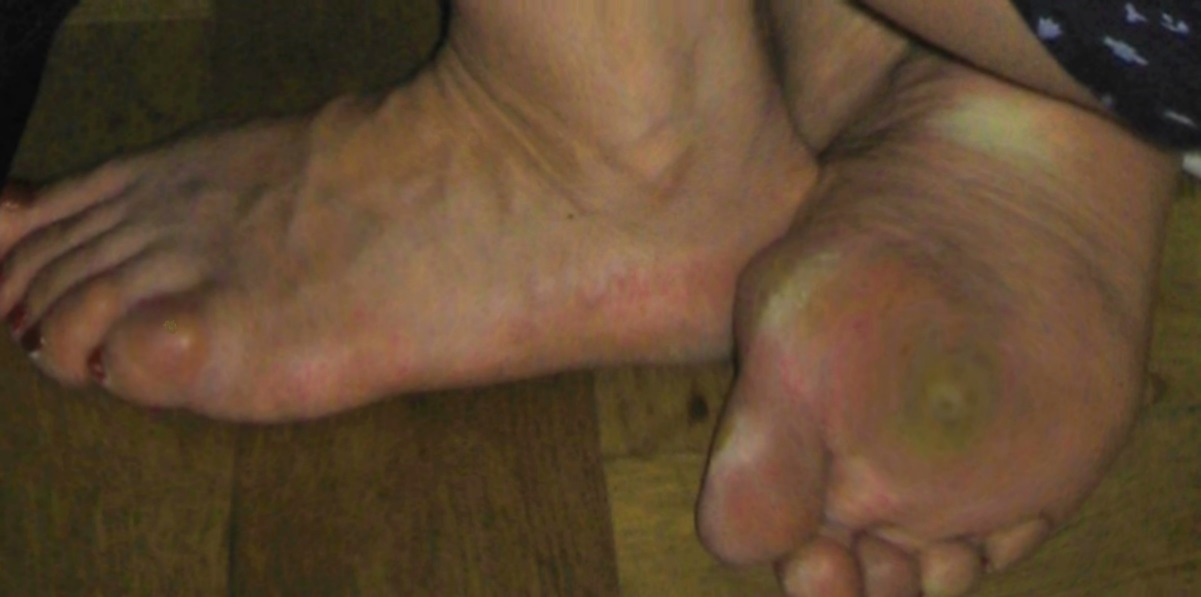
Callo doloroso sul mignolo e una verruca profonda e molto dolorosa sulla pianta del piede

Il callo (denominato anche corno o clavus) è una forma di ipercheratosi, di aspetto tendenzialmente rotondeggiante, che si sviluppa su una specifica area della cute che tende così a diventare relativamente più spessa e dura in risposta ad uno stimolo meccanico ripetuto, ad esempio a reiterata frizione, pressione o irritazione. Ne possono essere colpiti svariati distretti corporei tra i quali in particolare il palmo delle mani e la pianta dei piedi. Il callo si verifica di solito su superfici di pelle sottile o glabra  (senza peli e lisce), soprattutto sulla superficie dorsale delle dita dei piedi o delle mani.
Il tiloma è un particolare tipo di callo che cresce formando una punta dura diretta in profondità, provocando dolore perché la pressione su di esso spinge la punta all'interno dei tessuti.
La placche callose ipercheratosiche che si formano tra gli spazi interdigitali delle dita dei piedi prendono invece più correttamente il nome di heloma.
Quando l'interessamento della placca callosa si estende praticamente a tutta la pianta del piede, ovvero quando la quasi totalità della pianta del piede è rivestita da uno strato corneo ipertrofico (ipercheratosi), il quadro clinico può essere definito tilosi plantare.

## Eziologia
L'eziologia di un callo spesso è riconducibile ad un aumento delle pressioni massime per un lungo periodo di tempo in una determinata area del corpo. Si parla in questo caso di ipercheratosi biomeccaniche.
Per quanto attiene ai calli ai piedi, la causa scatenante è spesso riconducibile a un modo non corretto di camminare, oppure ad un difetto di postura, mentre per quanto concerne le mani, questi possono essere associati ad attività sportiva eseguita senza paracalli, attività d'officina meccanica e simili o dai fabbri, per quanto riguarda le punte delle dita questa è una conseguenza data nel destreggiarsi con l'arpa o della chitarra senza plettro.
L'ipercheratosi, ovvero l'ispessimento patologico dello strato corneo dell'epidermide, è quasi sempre conseguenza di un tentativo di difesa delle cellule epidermiche vitali (quelle degli strati più profondi dell'epidermide), le quali per minimizzare gli insulti meccanici cui sono sottoposte, incrementano la produzione di cheratina con conseguente aumento di spessore dello strato corneo.
Ci sono poi casi in cui la comparsa di ipercheratosi è riconducibile ad una causa non di tipo biomeccanico, ma piuttosto conseguente a patologie sistemiche, come ad esempio infezioni della pelle da parte di batteri o virus. Il più comune virus che causa ipercheratosi, conseguente ad una crescita tumorale benigna, molto dolente e localizzata soprattutto sotto la pianta dei piedi è il papilloma virus (HPV), tale lesione prende il nome di verruca comune. Tuttavia in questo caso, pur in presenza di somiglianza e di ipercheratosi, non è corretto parlare di callo ma piuttosto di verruca plantare o verruca dorsale (a seconda della sede di comparsa della lesione).

## Clinica
Ispettivamente la parte dura al centro del callo assomiglia ad un seme d’orzo. L'aspetto è quello di un cono con un piano rialzato piuttosto ampio e un fondo a punta. A causa della loro forma, le placche callose intensificano la pressione sulla punta e ciò può causare danni ai tessuti profondi e ulcerazioni. Le dimensioni di un callo possono essere estremamente variabili, tuttavia quando la lesione diviene sintomatica il suo spessore risulta essere generalmente superiore al centimetro.
I calli duri risultano particolarmente problematici per le persone che hanno una pelle insensibile a causa di malattie sistemiche, ad esempio il diabete mellito.
Il tiloma, quando il piede viene appoggiato sul piano di cammino, può generare una sensazione dolorosa particolarmente intensa.  Se interrogato, il paziente riferisce di avere come un corpo estraneo (ad esempio un sassolino) all'interno della calzatura o subito sotto la cute del piede. Talvolta il dolore risulta lancinante e a fitta, e la sensazione può essere quella di una puntina da disegno conficcata nella cute.  Tipicamente il dolore si accentua con il ripetersi degli appoggi nel corso della giornata, alla sera può risultare così intenso da essere evocabile semplicemente esercitando una lieve pressione sul tiloma con un dito.
Il dolore causato dal tiloma è una conseguenza della stimolazione delle terminazioni nervose nocicettive (che veicolano i sintomi dolorosi) situate subito al di sotto dell'area di cute ipercheratosica.
Anche la verruca, che pone un problema di diagnosi differenziale con i tilomi, se è posizionata in una sede d'appoggio, risulta esser estremamente dolorosa. Ne consegue che la sintomatologia non risulta di alcuna utilità per differenziare i due tipi di lesione.

## Diagnosi differenziale
- Verruca plantare
- Verruca dorsale
- Altre forme di ipercheratosi

## Terapia
Per la rimozione dei calli ai piedi si utilizzano, eventualmente dopo avere ammorbidito la pelle in acqua tiepida e bicarbonato di sodio: della pietra pomice, degli attrezzi contenenti ceramica oppure un attrezzo in acciaio contenente delle piccole lamine in alluminio da cambiare periodicamente.
Per queste ragioni la loro rimozione, se non fatta autonomamente, non essendo un problema estetico ma funzionale deve essere svolta da personale sanitario come il podologo.